# Майозек
Майозек (ранее Майузек) — село, расположенное в Бухар-Жырауском районе Карагандинской области Казахстана.
Относится к посёлку Кушокы (Куучек). Основное занятие жителей села — сельское хозяйство, работа на Кушокинском угольном разрезе и на канале имени Сатпаева. Так как село расположено на Павлодарской трассе, в нём есть гостиница и несколько заправок. Никаких учреждений нет. Дети учатся в Кушокинской общеобразовательной школе. В селе родился бывший аким области Абельгазы Кусаинов.